# Picrotoxin
Picrotoxin, auch als Cocculin bekannt, ist der Name für ein äquimolares Gemisch aus zwei natürlich vorkommenden chemischen Verbindungen: Picrotoxinin, C15H16O6 und Picrotin, C15H18O7, beides Sesquiterpenlactone aus der Scheinmyrte. Picrotoxin wurde erstmals 1812 von Boullay aus den Früchten („Kokkelskörner“) der Pflanze isoliert.

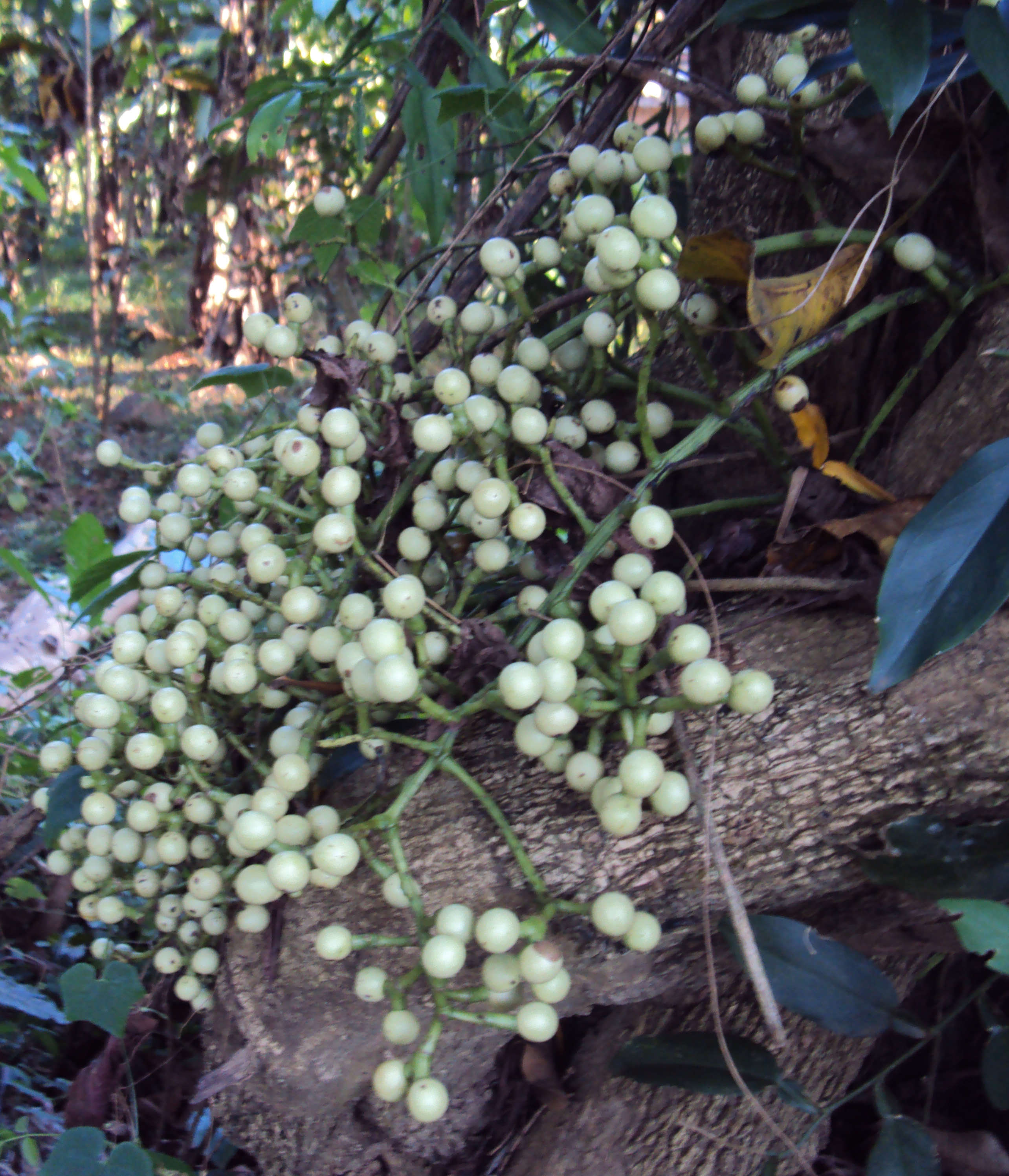
Früchte der Scheinmyrte, die sog. Kokkelskörner.

## Eigenschaften
Der Bestandteil Picrotin unterscheidet sich vom Picrotoxinin nur darin, dass in der Struktur die Doppelbindung der Isopropenylgruppe hydratisiert ist, das heißt statt eines Isopropenyl- ein 2-Hydroxyisopropylrest vorliegt. Im Gegensatz zum ungiftigen Picrotin ist Picrotoxinin hochgiftig; die letale Dosis für einen Menschen beträgt etwa 20–25 mg. Es ist damit für den Menschen giftiger als andere Toxine, beispielsweise Strychnin.  Beim Menschen erzeugten nichtletale Mengen Erregung, Schläfrigkeit und Veränderungen im Magen-Darm-Trakt, bei Tieren wie Mäusen ebenfalls Erregung, Krämpfe und Auswirkungen auf das Größenwachstum.
Picrotoxinin wirkt als nichtkompetitiver GABAA-Rezeptor-Antagonist. Da GABA (γ-Aminobuttersäure) ein inhibitorischer Neurotransmitter ist, hat Picrotoxinin einen stimulativen Effekt. Picrotoxin wurde früher als Antidot bei Barbituratvergiftung benutzt. Eine neue Behandlungsmöglichkeit des Morbus Menière benutzt Picrotoxin. Vergiftungen mit Picrotoxin werden mit Diazepam und wenn nötig Barbituraten wie Phenobarbital behandelt.